# Harvest (Alabama)
Harvest è un census-designated place (CDP) degli Stati Uniti d'America situato nella contea di Madison dello stato dell'Alabama.